# Delphyodontos
Delphyodontos is een geslacht van uitgestorven holocephalide vissen uit de Bear Gulch Limestone Lagerstätte uit het Midden-Carboon, tijdens de Bashkirian Stage in Montana. De volwassen vorm is onbekend, aangezien de enige fossiele exemplaren van onvoldragen foetussen of pas geboren jongen zijn. Scherpe tanden en ontlasting in de fossielen suggereren dat Delphyodontos intra-uterien kannibalisme  beoefende, zoals sommige moderne haaien zoals zandtijgerhaaien. Dus nog in het moederlichaam aten de jongen elkaar op.

## Uiterlijk
Volgens de fossielen zouden de pas geborenen op kikkervisjes hebben geleken met kleine, maar scherpe snavels. Vanwege het bewijs dat intra-uterien kannibalisme suggereert, wordt aangenomen dat Delphyodontos dacriformes carnivoor was, hoewel het, behalve broers en zussen, onbekend is welke andere organismen ze zouden hebben gegeten.

## Etymologie
De typesoort Delphyodontos dacriformes is in 1980 benoemd door Richard Lund. De geslachtsnaam Delphyodontos betekent 'baarmoedertand', verwijzend naar de scherpe, snavelachtige tanden en hun mogelijke gewoonten van intra-uterien kannibalisme. De soortaanduiding dacriformes verwijst naar het druppelvormige lichaam.